# ۲۶۸ (پیش از میلاد)
۲۶۸ (پیش از میلاد) ۲۶۸مین سال قبل از تقویم میلادی است.